# Idaea genilaria
Idaea genilaria là một loài bướm đêm trong họ Geometridae.